# キングオブキングパルサー・プレミアムバージョン
キングオブキングパルサー プレミアムバージョン（KING of KING PULSAR）は、山佐が開発し、ニイガタ電子が販売しているパチスロ機。略称はキンキンパル、検定持込名称は「エピソードX」。

## 概要
初代キングパルサーの正統後継機。筐体には鉄拳Rで使用された「キングモデル」が採用され、リール上部における超大型液晶「キングディスプレー」にて、キングパルサーとほぼ同じ演出が繰り広げられる。
キングパルサーエースで好評だったチェリーおよびオレンジでのST解除にかわり、初代同様レアリプレイ解除が採用され、またリール配列やリール制御も初代と同一なため、内部的な仕様はキングパルサーとほぼ同一。ただし、ST継続ゲーム数選択テーブルがかなり改良されており、いろいろな意味で「プレミアム」な出玉を演出している。ビッグボーナス時の出玉は、平均370枚。

## 演出
静まり返った真夜中の池が舞台となっている。たまに出現するカエル（ケロット）によりチャンス告知がなされる。
基本アクションはキングパルサーと同一で、7匹のカエルが歌いだした場合、大ガエル、特大ガエルが出現した場合はボーナス確定となる。カエルが5回連続で出現した場合ほとんど確定だが、ごくまれにはずれる場合もある。

## スペック
以下は全てストックありの場合
- ボーナス確率

| 設定 | BIG確率 | REG確率 |
| ---- | ------- | ------- |
| 1    | 1/297   | 1/606   |
| 2    | 1/297   | 1/606   |
| 3    | 1/282   | 1/512   |
| 4    | 1/268   | 1/442   |
| 5    | 1/256   | 1/390   |
| 6    | 1/240   | 1/364   |

天井：1303G
ボーナス放出契機
- 規定RTゲーム数消化（振り分けは設定により異なる）
- 毎ゲームのRT解除抽選当選（確率は設定により異なる）
- 純ハズレ成立（1/16384）

## 外部サイト
- 山佐 キングオブキングパルサープレミアムバーション公式情報[リンク切れ]